# Meyer (Familie)
Meyer ist der Name einer Industriellenfamilie mit Ursprung in Tangermünde, die u. a. die Schokolade Feodora herstellte.
Die Firma wurde von dem 1796 in Tangermünde geborenen Friedrich Theodor Meyer (Zucker-Meyer genannt) begründet.
Aus der 1826 von Fr. Theodor Meyer gegründeten Zuckersiederei entstand die erste deutsche Zuckerfabrik, die sich bis 1945 zu einer der größten Europas entwickelt hatte.
In den Meyerschen Fabriken arbeiteten zu Beginn des Zweiten Weltkrieges etwa 4500 Beschäftigte.
Nach der Enteignung in den späten 1940er Jahren siedelte die Familie in den Westen, und die Gesellschaft der Zuckerraffinerie Tangermünde wurde nach Hamburg verlegt, wo sie bis heute aktiv und in Familienbesitz ist.

## Personen
- Friedrich Theodor Meyer, genannt Theodor (1796–1884), Unternehmer und Gründer der Zuckerraffinerie Tangermünde
- Friedrich Hugo Ernst Meyer (1870–1927), Unternehmer und Gründer der Speditionsgesellschaft Fr. Meyer’s Sohn Hamburg
- Friedrich Theodor Meyer (1870–1928), Manager und Generaldirektor der Zuckerfabrik Tangermünde
- R. Johannes Meyer (1882–1967), Jurist, bis 1933 Präsident des Landgerichts Hamburg.
- Walter Meyer (Ruderer) (1904–1949), Unternehmer und olympischer Goldmedaillengewinner
- Janne Friederike Meyer (* 1981), deutsche Springreiterin und Olympionikin